# Philippe Albert Joseph Stevens
Philippe Albert Joseph Stevens PFE (* 30. März 1937 in Quaregnon, Provinz Hennegau; † 7. Dezember 2021 in Nyons) war ein belgisch-kamerunischer Geistlicher und römisch-katholischer Bischof von Maroua-Mokolo.

## Leben
Philippe Stevens, siebtes von neun Kindern, trat in das Priesterseminar in Löwen ein und studierte Philosophie und Theologie an der Katholischen Universität Löwen. 1968 trat der Ordensgemeinschaft der Kleinen Brüder des Evangeliums bei und wurde 1965 Missionar in Kamerun. Am 13. Juli 1980 empfing er die Priesterweihe.
Papst Johannes Paul II. ernannte ihn am 11. November 1994 zum Bischof von Maroua-Mokolo. Die Bischofsweihe spendete ihm der Bischof von Bafoussam, André Wouking, am 15. Januar des nächsten Jahres; Mitkonsekratoren waren Jean-Marie-Joseph-Augustin Pasquier OMI, Bischof von Ngaoundéré, und Emmanuel Bushu, Bischof von Yagoua.
Am 5. April 2014 nahm Papst Franziskus seinen altersbedingten Rücktritt an.